# Ігл-Рок (Міссурі)
Ігл-Рок (англ. Eagle Rock) — переписна місцевість (CDP) в США, в окрузі Баррі штату Міссурі. Населення — 193 особи (2020).

## Географія
Ігл-Рок розташований за координатами 36°32′58″ пн. ш. 93°44′29″ зх. д. / 36.54944° пн. ш. 93.74139° зх. д. (36.549571, -93.741459).  За даними Бюро перепису населення США в 2010 році переписна місцевість мала площу 6,94 км², з яких 5,85 км² — суходіл та 1,09 км² — водойми.

## Демографія
Згідно з переписом 2010 року, у переписній місцевості мешкало 199 осіб у 98 домогосподарствах у складі 59 родин. Густота населення становила 29 осіб/км².  Було 176 помешкань (25/км²).
Расовий склад населення:
| - 96,5 % — білих - 1,5 % — корінних американців |

До двох чи більше рас належало 2,0 %. Частка іспаномовних становила 4,5 % від усіх жителів.
За віковим діапазоном населення розподілялося таким чином: 11,6 % — особи молодші 18 років, 62,8 % — особи у віці 18—64 років, 25,6 % — особи у віці 65 років та старші. Медіана віку мешканця становила 54,1 року. На 100 осіб жіночої статі у переписній місцевості припадало 101,0 чоловіків;  на 100 жінок у віці від 18 років та старших — 100,0 чоловіків також старших 18 років.
Цивільне працевлаштоване населення становило 0 осіб. 